# Mopti
Mopti és una ciutat de Mali, situada a la confluència entre els rius Níger i Bani, entre Timbuktu i Ségou. Aquesta ciutat és coneguda com la "Venècia de Mali", ja que està formada per tres illes unides per dics.
És un gran centre comercial gràcies al seu port, el més gran del país, i hi ha diversos mercats on es pot trobar peix fumat, sal i espècies, entre moltes altres coses, així com un taller on es fabriquen les "pinasses", embarcacions de fusta que recorden a les canoes.
El turisme arriba a Mopti buscant el moviment del port i poder veure la seva Gran Mesquita.

## Transport
L'aeroport de Mopti és el de Sevaré. Per riu, hi ha ferries que connecten Mopti amb Timbuktu, Gao, Koulikoro i Djenné.